# Lagochile macraspidioides
Lagochile macraspidioides är en skalbaggsart som beskrevs av Friedrich Ohaus 1905. 
Lagochile macraspidioides ingår i släktet Lagochile och familjen Rutelidae. Inga underarter finns listade i Catalogue of Life.